# Nicolas Benamou
Nicolas Benamou (...) è un regista, sceneggiatore e produttore cinematografico francese.

## Biografia
Ha esordito nel 2000 sull'emittente televisiva francese Métropole Télévision come regista di sketch ed eventi della trasmissione cult Morning Live. Particolarmente prolifico, nel 2003 fonda la casa di produzione "Daktirak" (Jacques Chirac in giapponese), con la quale ha realizzato numerose clip di successo, tra cui registrazioni di noti comici francesi come Florence Foresti, Eddie Izard, Stephane Rousseau e Michael Youn. Ha vinto il NRJ Music Award come video dell'anno per Parle à ma main, che ha totalizzato milioni di visualizzazioni su YouTube.
Ha fatto il suo debutto al cinema assieme a Fatal di Michaël Youn.
Il suo primo film, De l'huile sur le feu (Benzina sul fuoco), è uscito in Francia il 14 dicembre 2011, ed è stato presentato in Italia nel corso del Festival del cinema africano, d'Asia e di America Latina.

## Filmografia
- De l'huile sur le feu (2011)
- Babysitting (2014)
- Una famiglia senza freni (À fond) (2016)
- Mistero a Saint-Tropez (Mystère à Saint-Tropez) (2021)